# Ингейджер
«Ингейджеры» (англ. Engagers) — в период Английской революции, часть шотландских ковенантеров, выступающая за компромисс с королём Карлом I на условиях, зафиксированных в тексте «Ингейджмента» 1647 года (военная поддержка короля со стороны Шотландии взамен на утверждение в Англии пресвитерианства на три года).

## Лидеры и опора «ингейджеров»
Главным идеологом «ингейджеров» был Джеймс Гамильтон, 1-й герцог Гамильтон, который ещё начиная с 1641 года пытался убедить короля пойти на уступки ковенантерам, надеясь предотвратить сближение Шотландии с радикальными элементами в английском парламенте. Первоначально эта политика не приносила успеха и в 1644 году в стране началась гражданская война между ковенантерами и роялистами, вызванная оказанием Шотландией военной помощи парламенту Англии. Однако военный переворот в Англии в середине 1647 года и приход к власти «индепендентов» Оливера Кромвеля, заставил лидеров ковенантского движения пойти на сближение с королём, заключив 27 декабря 1647 года «Ингейджмент».
«Ингейджеры» выражали интересы большей части шотландской аристократии, пришедшей к осознанию необходимости приостановки революционных преобразований и обуздания религиозных экстремистов. Лидерами этой партии были, в частности, граф Ланарк, Джон Миддлтон, граф Лодердейл. Одним из инициаторов «Ингейджмента» был лорд-канцлер Шотландии Джон Кэмпбелл, 1-й граф Лаудон, однако позднее он перешёл на сторону противников соглашения с королём. Естественным сторонником «Ингейджмента» был маркиз Монтроз, выдающийся полководец армии роялистов в период гражданской войны, но не желая дискредитировать идею соглашения в глазах шотландского общества, «ингейджеры» отказались от сотрудничества с ним.

## Противники «ингейджеров»
Главным противником «ингейджеров» был Арчибальд Кэмпбелл, маркиз Аргайл. Его поддерживало пресвитерианское духовенство, большая часть горожан и фанатично настроенные социальные низы. Эта группа выступала против любых компромиссов с королём и выдвигала в качестве предварительных условий переговоров с Карлом I его присягу на верность Ковенанту и утверждение пресвитерианских реформ.

## Развитие движения
В начале 1648 года парламент Шотландии утвердил «Ингейджмент». Вскоре была собрана 20-тысячная армия, которую возглавил герцог Гамильтон. Однако войска были плохо обучены, отсутствовала артиллерия, ведущие полководцы (граф Ливен и Дэвид Лесли) поддержали Аргайла и отказались принимать участие в экспедиции. 19 августа 1648 года шотландская армия была разгромлена войсками Кромвеля в битве при Престоне.
Военное поражение «ингейджеров» открыло возможности для религиозных экстремистов. В Кайле вспыхнуло восстание низов (презрительно называемых виггаморами (скотокрадами)), инспирированное фанатичными пресвитерианскими проповедниками, во главе которого встал маркиз Аргайл. Восставшие направились к Эдинбургу. Лидеры «ингейджеров» бежали из города. Власть перешла к радикалам. Победившие виги, однако, не могли самостоятельно доминировать в разделённой на враждующие лагеря стране. Поэтому они пошли на союз с Кромвелем, который в октябре 1648 году прибыл в Эдинбург и оставил для защиты правительства английский экспедиционный корпус Чарльза Ламберта. По договоренности с Кромвелем 23 января 1649 году шотландский парламент издал «Акт о классах», в соответствии с которым «ингейджерам» запрещалось занимать государственные должности в Шотландии. 9 марта был казнён герцог Гамильтон.
В 1650 году, когда после казни Карла I в Англии его сын и наследник Карл II принял условия радикалов и подписал Бредское соглашение, в соответствии с котором он был признан королём Шотландии, «ингейджеры» получили возможность возвращения в политику. Правда, против этого выступила самая экстремистская часть правящей группировки — ремонстранты. Это вызвало острый конфликт между двумя фракциями, осложненный необходимостью ведения войны против английской армии Кромвеля. Поражение Карла II в сражении при Вустере 3 сентября 1651 года привело к завоеванию Шотландии английскими войсками и изгнанию «ингейджеров» из страны.
После Реставрации Стюартов в 1660 году многие бывшие лидеры «ингейджеров» заняли ведущие посты в государственной администрации: граф Лодердейл стал государственным секретарём Шотландии (1660—1680), Джон Миддлтон — королевским комиссаром в парламенте (1660—1663).